# Tarjeta de tacógrafo digital

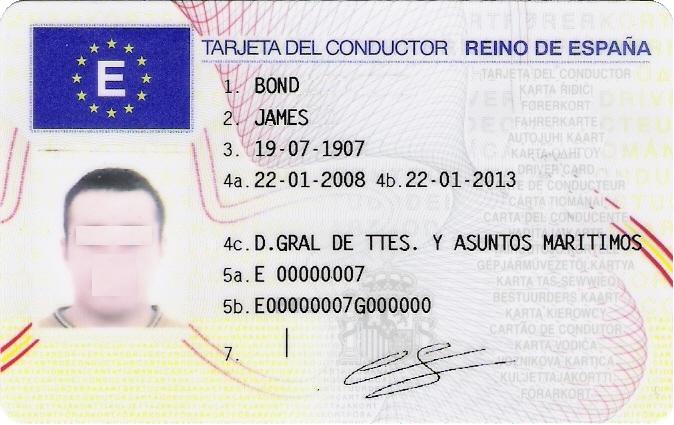
Tarjeta de conductor (anverso).

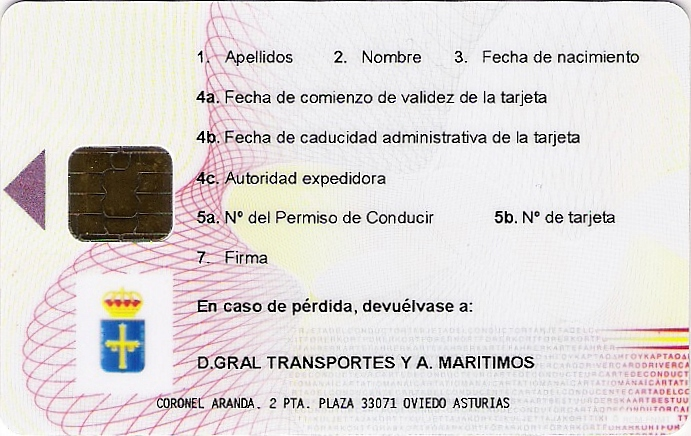
Tarjeta de conductor (reverso).

Las tarjetas de tacógrafos digitales son unas tarjetas inteligentes que sustituyen a los discos diagrama en los nuevos tacógrafos digitales instalados en el ámbito de la Unión Europea. Además de almacenar de forma segura la información relativa a la conducción y descanso, también guardan los datos personales del titular, lo que las hace más difícil de falsificar o modificar.

## Tipos de tarjetas de tacógrafo
Hay cuatro tipos de tarjetas:
- Tarjeta de conductor: La que debe usar el conductor. En ella se almacena la información de los últimos 31 días de actividad. (Color: Blanco). Validez 5 años.
- Tarjeta de empresa: Identifica a la empresa y el tacógrafo le permite descargar la información almacenada en él. También puede bloquear y desbloquear el tacógrafo. (Color: Amarillo). Validez 5 años
- Tarjeta de control: Permite descargar la información del tacógrafo para realizar controles por parte de la autoridad. (Color: Azul). Validez 5 años
- Tarjeta de centro de ensayo: Activa todas las funciones normales del tacógrafo para su uso en reparaciones y mantenimiento. (Color: Rojo). Validez 1 año.

## Emisión
Cada Estado miembro emite su propio modelo de tarjeta siendo siempre compatible con los tacógrafos homologados por la UE.
En España, las tarjetas se expiden en las oficinas provinciales de transporte. La solicitud de las tarjetas de tacógrafo se puede realizar de forma telemática mediante certificado digital. De esta forma, ya no es necesario acudir físicamente a las oficinas de transporte para realizar los trámites de primera emisión o renovación de la tarjeta.
Los requisitos para solicitar las distintas tarjetas son los siguientes:
- Conductor: Disponer de alguno de los permisos C1, C, D1 o D
- Empresa: Empresas titulares de vehículos provistos de tacrógrafo digital (podrán solicitar hasta 62 tarjetas por empresa).
- Centro de Ensayo: Fabricantes y talleres (de vehículos o tacógrafos) y estaciones ITV